# Gerpla
Gerpla ist ein Roman des isländischen Schriftstellers Halldór Laxness. Die deutsche Übersetzung trägt den Titel Die glücklichen Krieger. Die Saga-Pastiche ist nach Die Islandglocke der zweite historische Roman Laxness’ und erschien 1952, drei Jahre bevor er den Literatur-Nobelpreis erhielt.

## Entstehungsbedingungen
Laxness begann die Arbeit an seinem Roman Gerpla unmittelbar nach Beendigung von Atomstation im Herbst 1948. Beide Romane stehen unter dem unmittelbaren Eindruck des Zweiten Weltkriegs.

## Inhalt
Die beiden Schwurbrüder Thorgeir und Thormod (Þorgeirr und Þormóðr) stehen im Mittelpunkt der Erzählung, deren weitere Protagonisten historische Personen sind, darunter Olaf der Dicke, der später Olaf der Heilige genannt werden wird, der Vagantenbischof Grimkel, der Skalde Sigvat Tordsson, Knut der Große und der englische König Æthelred. Die Handlung ist damit Anfang des 11. Jahrhunderts einzuordnen und endet mit der Schlacht von Stiklestad, in der sowohl König Olaf als auch Thormod den Tod finden.
Der Kämpe Thorgeir und der Skalde Thormod gehen in ihrer Jugend eine Schwurbruderschaft mit der Verpflichtung zur Blutrache über den Tod hinaus ein. Beide verfallen dem literarischen Mythos eines Heldenideals, das in krassem Gegensatz zur armseligen bäuerlichen Umgebung und ebenso zu den von Habgier und Brutalität geprägten Raubzügen der Wikinger steht. Thorgeir und Thormod interpretieren die Realität konsequent um. So rechtfertigen sie ihre Arbeitsscheu damit, dass in den Sagas nirgendwo darüber berichtet werde, dass Helden arbeiteten.
Eine Zeitlang pressen die beiden den Bauern der Hornstrande, dem ärmsten Landstrich Islands, das wenige ab, das diese zum Lebensunterhalt besitzen. Vergeblich verfolgen sie den größten „Helden“ dieser Region, Butraldi, in Wahrheit nur ein gewalttätiger Landstreicher, um sich mit ihm im Kampf zu messen. Als sich die beiden trennen, geht Thorgeir ins Ausland, um im Gefolge eines großen Königs Ruhm zu gewinnen, während der Dichter Thormod ein glückliches Leben als reicher Bauer und Familienvater führt.
Thorgeir nimmt an Raubzügen der Wikinger in England und Frankreich teil. Er gehört der Mannschaft Olafs des Dicken an, eines unbedeutenden Seekönigs, der sich unter den Normannen dadurch einige Wertschätzung verdient hat, dass er Folterungen und Verstümmelungen mit chirurgischer Präzision vornimmt. Nachdem ein Verrat Olafs misslingt, segelt er nach Norwegen und erringt dort die Königswürde. Später wird Thorgeir auf einer Mission in Island auf denkbar unehrenhafte Weise von dem Landstreicher Butraldi im Schlaf erschlagen – aus dem schlichten Grund, dass er günstig für einen Totschlag liegt.
Der von den Frauen geliebte Dichter-Kämpe Thormod ist von komplizierterer Natur als sein Schwurbruder. Als der verwesende Schädel Thorgeirs als Neidpfahl auf seinem Hof aufgestellt wird, verlässt er Frau, Kinder und Hof, um seine Verpflichtung zu erfüllen, den Schwurbruder zu rächen und ihn vor seinem Dienstherrn König Olaf in einem Preislied zu besingen. Die Suche nach den Mördern Thorgeirs führt Thormod bis zu den nordischen Siedlungen auf Grönland und darüber hinaus zu den Skraelingern, den Eskimos, ohne Butraldi auch nur nahezukommen. Kahl und ohne Zähne, auf beiden Beinen lahm, mit erfrorenen Gliedern und in Lumpen gekleidet erreicht er schließlich Norwegen und das aus Bettlern bestehende Heer des inzwischen aus dem Lande verjagten Olaf. Als dieser das Preislied hören möchte, um seine Angst vor der Schlacht zu vertreiben, kann sich Thormod nicht mehr auf seine Dichtung besinnen. Beide kommen wenige Stunden später ums Leben.

## Stoff und Motive
Der Erzähler beruft sich ausdrücklich auf zwei hochmittelalterliche Isländersagas, die „Große Schwurbrüdersaga“ (Fóstbrœðra saga) und das „Königsbuch“ (Heimskringla) Snorri Sturlusons und bezieht weitere Sagas sowie mittelalterliche Geschichtswerke ein. Auch wenn der Stil altnordischen Dichtungen entlehnt ist und Laxness Ereignisse aus der isländischen und norwegischen Geschichte nacherzählt, so gibt es doch zahlreiche Bezüge zur Zeitgeschichte.
Der krasse Kontrast zwischen den Ehrbegriffen und den primitiven Gewalttaten der Krieger weckt Assoziationen zum Zweiten Weltkrieg, der bei Beginn der Arbeiten an Gerpla erst drei Jahre zurücklag. Die Schilderung der unansehnlichen, rachitischen Wikinger ist einerseits als Sagakritik, andererseits als Kritik an der Rassenideologie der Nationalsozialisten zu verstehen. Auch die Verschlagenheit und Feigheit der Führer sowie die demagogische Redekunst Olafs des Dicken verweisen auf die NS-Propaganda.

## Stil
Der Stil Halldór Laxness’ orientiert sich an dem der mittelalterlichen Sagas. Bereits der Titel Gerpla ist eine Neuschöpfung, die unmittelbar an die Tradition der Kurztitel altisländischer Sagas wie Grettla für Grettis saga oder Egla für Egils saga anknüpft. Das Ausgangswort des Titels ist garpur, der Held. Scheinbare Authentizität gewinnt der Erzähler durch die Verwendung altisländischer Sprachformen aus dem 13. Jahrhundert, die in Island noch unmittelbar verstanden werden. So sehr sich der Roman formal an den mittelalterlichen Werken orientiert, verkehrt Laxness die Heldensagen inhaltlich in eine Anti-Saga, deren Heldentum sich in blutrünstiger Mord- und Raublust sowie hemmungsloser Gier nach Geld und Macht erschöpft.
Gerpla ist weniger eine Parodie als eine Pastiche, da jeder komische oder polemische Ton fehlt. Stattdessen wird der Heldenmythos durch eine trockene Beschreibung des Geschehens entlarvt und Gewalt, Habgier und Armseligkeit als selbstverständlich dargestellt. Die Verherrlichung der Heldenpose durch die Skaldendichtung erscheint unter diesen Voraussetzungen als zynische Lüge.

## Ausgaben und Deutsche Übersetzung
Die erste isländische Ausgabe erschien 1952. 1977 verlegte der Ost-Berliner Aufbau-Verlag erstmals eine von Bruno Kress ins Deutsche übertragen Übersetzung. Diese Übersetzung lag auch der Ausgabe zugrunde, die, von Hubert Seelow überarbeitet und mit einem Nachwort versehen, unter dem Titel Die glücklichen Krieger 1991 im Steidl-Verlag erschien.